# Comtat de Vaudémont
Vaudémont fou un comtat feudal a Lorena, Regne de França. Gerard duc de Lorena va cedir el comtat el seu fill Gerard I el 1070 mentre que el fill Thierry rebia el ducat. El 1346 la dinastia lorenesa es va extingir i va passar per matrimoni a la casa de Joinville que també es va extingir el 1374 i va passar a la casa de Guisa i Romigny. Els comtes van heretar Aumale, Harcourt, Mortain, Elbeuf i Mayenne i després el ducat de Lorena i el de Bar. Harcourt, Mortain, Elbeuf i Mayenne van formar una línia separada, i més tard el territori principal es va dividir en dues línies: Lorena, Bar i Vaudémont, i Joinville, Guisa i Aumale, línia que va heretar també Harcourt, Mortain, Elbeuf i Mayenne i també el comtat de Lambesc. La línia principal de Lorena encara es va tornar a dividir amb la de Lorena i Bar i la de Vaudémont i el ducat de Mercoeur que al seu torn es va dividir en el ducat de Mercoeur i marquesat de Chaussin d'una banda, que es va extingir i va passar a la casa de Vendôme, i el comtat de Chaligny que es va extingir el 1672 i va passar també a Vendôme.

## Comtes de Vaudémont
- Gerard I de Lorena ?-1170
- Gerard I de Vaudémont 1070-1108
- Hug I 1108-1167
- Gerard I 1167-1188
- Hug II 1188-1235
- Hug III 1235-1246
- Enric I 1246-1279
- Enric II 1279-1299
- Enric III 1299-1333
- Enric IV 1333-1346
- Margarita 1346-1351
- Anceau de Joinville 1246-1351
- Enric V 1351-1374
- Margarita 1374-1416
- Pere comte de Ginebra 1374-1393
- Ferrí de Lorena senyor de Guisa i Romigny 1394-1415
- Antoni I 1416-1447
- Ferrí I 1447-1472 (duc de Bar des 1456)
- Renat de Lorena (duc Renat II) 1472-1508 (duc de Bar 1472, duc de Lorena 1473)
- Antoni II el bo 1508-1544 (duc de Lorena i Bar)
- Nicolau I 1544-1577 (duc de Mercoeur)
- Felip Manel 1577-1602 (duc de Mercoeur, 1592 marquès de Chaussin)
- Francesca 1602-1669
- Cèsar, duc de Vendôme (consort)
- a la casa de Vendôme